# Az Australian Open férfi egyes döntői
Az alábbi táblázat az év első Grand Slam-tornája, az Australian Open férfi egyes döntőit tartalmazza.

## Döntők (1905-től)
| Év   | Győztes                                                 | Vesztes                                                 | Eredmény                                                |
| 2024 | Jannik Sinner                                           | Danyiil Medvegyev                                       | 3–6, 3–6, 6–4, 6–4, 6–3                                 |
| 2023 | Novak Đoković                                           | Sztéfanosz Cicipász                                     | 6–3, 7–6(4), 7–6(5)                                     |
| 2022 | Rafael Nadal                                            | Danyiil Medvegyev                                       | 2–6, 6–7(5), 6–4, 6–4, 7–5                              |
| 2021 | Novak Đoković                                           | Danyiil Medvegyev                                       | 7–5, 6–2, 6–2                                           |
| 2020 | Novak Đoković                                           | Dominic Thiem                                           | 6–4, 4–6, 2–6, 6–3, 6–4                                 |
| 2019 | Novak Đoković                                           | Rafael Nadal                                            | 6–3, 6–2, 6–3                                           |
| 2018 | Roger Federer                                           | Marin Čilić                                             | 6–2, 6–7(5), 6–3, 3–6, 6–1                              |
| 2017 | Roger Federer                                           | Rafael Nadal                                            | 6–4, 3–6, 6–1, 3–6, 6–3                                 |
| 2016 | Novak Đoković                                           | Andy Murray                                             | 6–1, 7–5, 7–6(3)                                        |
| 2015 | Novak Đoković                                           | Andy Murray                                             | 7–6(5), 6–7(4), 6–3, 6–0                                |
| 2014 | Stanislas Wawrinka                                      | Rafael Nadal                                            | 6–3, 6–2, 3–6, 6–3                                      |
| 2013 | Novak Đoković                                           | Andy Murray                                             | 6–7(2), 7–6(3), 6–3, 6–2                                |
| 2012 | Novak Đoković                                           | Rafael Nadal                                            | 5–7, 6–4, 6–2, 6–7(5), 7–5                              |
| 2011 | Novak Đoković                                           | Andy Murray                                             | 6–4, 6–2, 6–3                                           |
| 2010 | Roger Federer                                           | Andy Murray                                             | 6–3, 6–4, 7–6(11)                                       |
| 2009 | Rafael Nadal                                            | Roger Federer                                           | 7–5, 3–6, 7–6(3), 3–6, 6–2                              |
| 2008 | Novak Đoković                                           | Jo-Wilfried Tsonga                                      | 4–6, 6–4, 6–3, 7–6(2)                                   |
| 2007 | Roger Federer                                           | Fernando González                                       | 7–6(2), 6–4, 6–4                                        |
| 2006 | Roger Federer                                           | Márkosz Pagdatísz                                       | 5–7, 7–5, 6–0, 6–2                                      |
| 2005 | Marat Szafin                                            | Lleyton Hewitt                                          | 1–6, 6–3, 6–4, 6–4                                      |
| 2004 | Roger Federer                                           | Marat Szafin                                            | 7–6(3), 6–4, 6–2                                        |
| 2003 | Andre Agassi                                            | Rainer Schüttler                                        | 6–2, 6–2, 6–1                                           |
| 2002 | Thomas Johansson                                        | Marat Szafin                                            | 3–6, 6–4, 6–4, 7–6(4)                                   |
| 2001 | Andre Agassi                                            | Arnaud Clément                                          | 6–4, 6–2, 6–2                                           |
| 2000 | Andre Agassi                                            | Jevgenyij Kafelnyikov                                   | 3–6, 6–3, 6–2, 6–4                                      |
| 1999 | Jevgenyij Kafelnyikov                                   | Thomas Enqvist                                          | 4–6, 6–0, 6–3, 7–6                                      |
| 1998 | Petr Korda                                              | Marcelo Ríos                                            | 6–2, 6–2, 6–2                                           |
| 1997 | Pete Sampras                                            | Carlos Moyà                                             | 6–2, 6–3, 6–3                                           |
| 1996 | Boris Becker                                            | Michael Chang                                           | 6–2, 6–4, 2–6, 6–2                                      |
| 1995 | Andre Agassi                                            | Pete Sampras                                            | 4–6, 6–1, 7–6, 6–4                                      |
| 1994 | Pete Sampras                                            | Todd Martin                                             | 7–6, 6–4, 6–4                                           |
| 1993 | Jim Courier                                             | Stefan Edberg                                           | 6–2, 6–1, 2–6, 7–5                                      |
| 1992 | Jim Courier                                             | Stefan Edberg                                           | 6–3, 3–6, 6–4, 6–2                                      |
| 1991 | Boris Becker                                            | Ivan Lendl                                              | 1–6, 6–4, 6–4, 6–4                                      |
| 1990 | Ivan Lendl                                              | Stefan Edberg                                           | 4–6, 7–6, 5–2 feladta                                   |
| 1989 | Ivan Lendl                                              | Miloslav Mečíř                                          | 6–2, 6–2, 6–2                                           |
| 1988 | Mats Wilander                                           | Pat Cash                                                | 6–3, 6–7, 3–6, 6–1, 8–6                                 |
| 1987 | Stefan Edberg                                           | Pat Cash                                                | 6–3, 6–4, 3–6, 5–7, 6–3                                 |
| 1986 | Időpontváltozás miatt ebben az évben nem rendezték meg. | Időpontváltozás miatt ebben az évben nem rendezték meg. | Időpontváltozás miatt ebben az évben nem rendezték meg. |
| 1985 | Stefan Edberg                                           | Mats Wilander                                           | 6–4, 6–3, 6–3                                           |
| 1984 | Mats Wilander                                           | Kevin Curren                                            | 6–7, 6–4, 7–6 6–2                                       |
| 1983 | Mats Wilander                                           | Ivan Lendl                                              | 6–1, 6–4, 6–4                                           |
| 1982 | Johan Kriek                                             | Steve Denton                                            | 6–3, 6–3, 6–2                                           |
| 1981 | Johan Kriek                                             | Steve Denton                                            | 6–2, 7–6, 6–7, 6–4                                      |
| 1980 | Brian Teacher                                           | Kim Warwick                                             | 7–5, 7–6, 6–3                                           |
| 1979 | Guillermo Vilas                                         | John Sadri                                              | 7–6, 6–3, 6–2                                           |
| 1978 | Guillermo Vilas                                         | John Marks                                              | 6–4, 6–4, 3–6, 6–3                                      |
| 1977 | Vitas Gerulaitis                                        | John Lloyd                                              | 6–3, 7–6, 5–7, 3–6, 6–2 (december)                      |
| 1977 | Roscoe Tanner                                           | Guillermo Vilas                                         | 6–3, 6–3, 6–3 (január)                                  |
| 1976 | Mark Edmondson                                          | John Newcombe                                           | 6–7, 6–3, 7–6, 6–1                                      |
| 1975 | John Newcombe                                           | Jimmy Connors                                           | 7–5, 3–6, 6–4, 7–5                                      |
| 1974 | Jimmy Connors                                           | Phil Dent                                               | 7–6, 6–4, 4–6, 6–3                                      |
| 1973 | John Newcombe                                           | Onny Parun                                              | 6–3, 6–7, 7–5, 6–1                                      |
| 1972 | Ken Rosewall                                            | Mal Anderson                                            | 7–6, 6–3, 7–5                                           |
| 1971 | Ken Rosewall                                            | Arthur Ashe                                             | 6–1, 7–5, 6–3                                           |
| 1970 | Arthur Ashe                                             | Dick Crealy                                             | 6–4, 9–7, 6–2                                           |
| 1969 | Rod Laver                                               | Andrés Gimeno                                           | 6–3, 6–4, 7–5                                           |
| 1968 | Bill Bowrey                                             | Juan Gisbert                                            | 7–5, 2–6, 9–7, 6–4                                      |
| 1967 | Roy Emerson                                             | Arthur Ashe                                             | 6–4, 6–1, 6–4                                           |
| 1966 | Roy Emerson                                             | Arthur Ashe                                             | 6–4, 6–8, 6–2, 6–3                                      |
| 1965 | Roy Emerson                                             | Fred Stolle                                             | 7–9, 2–6, 6–4, 7–5, 6–1                                 |
| 1964 | Roy Emerson                                             | Fred Stolle                                             | 6–3, 6–4, 6–2                                           |
| 1963 | Roy Emerson                                             | Ken Fletcher                                            | 6–3, 6–3, 6–1                                           |
| 1962 | Rod Laver                                               | Roy Emerson                                             | 8–6, 0–6, 6–4, 6–4                                      |
| 1961 | Roy Emerson                                             | Rod Laver                                               | 1–6, 6–3, 7–5, 6–4                                      |
| 1960 | Rod Laver                                               | Neale Fraser                                            | 5–7, 3–6, 6–3, 8–6, 8–6                                 |
| 1959 | Alex Olmedo                                             | Neale Fraser                                            | 6–1, 6–2, 3–6, 6–3                                      |
| 1958 | Ashley Cooper                                           | Mal Anderson                                            | 7–5, 6–3, 6–4                                           |
| 1957 | Ashley Cooper                                           | Neale Fraser                                            | 6–3, 9–11, 6–4, 6–2                                     |
| 1956 | Lew Hoad                                                | Ken Rosewall                                            | 6–4, 3–6, 6–4, 7–5                                      |
| 1955 | Ken Rosewall                                            | Lew Hoad                                                | 9–7, 6–4, 6–4                                           |
| 1954 | Mervyn Rose                                             | Rex Hartwig                                             | 6–2, 0–6, 6–4, 6–2                                      |
| 1953 | Ken Rosewall                                            | Mervyn Rose                                             | 6–0, 6–3, 6–4                                           |
| 1952 | Ken McGregor                                            | Frank Sedgman                                           | 7–5, 12–10, 2–6, 6–2                                    |
| 1951 | Dick Savitt                                             | Ken McGregor                                            | 6–3, 2–6, 6–3, 6–1                                      |
| 1950 | Frank Sedgman                                           | Ken McGregor                                            | 6–3, 6–4, 4–6, 6–1                                      |
| 1949 | Frank Sedgman                                           | John Bromwich                                           | 6–3, 6–2, 6–2                                           |
| 1948 | Adrian Quist                                            | John Bromwich                                           | 6–4, 3–6, 6–3, 2–6, 6–3                                 |
| 1947 | Dinny Pails                                             | John Bromwich                                           | 4–6, 6–4, 3–6, 7–5, 8–6                                 |
| 1946 | John Bromwich                                           | Dinny Pails                                             | 5–7, 6–3, 7–5, 3–6, 6–2                                 |
| 1945 | Elmaradt a II. világháború miatt.                       | Elmaradt a II. világháború miatt.                       | Elmaradt a II. világháború miatt.                       |
| 1944 | Elmaradt a II. világháború miatt.                       | Elmaradt a II. világháború miatt.                       | Elmaradt a II. világháború miatt.                       |
| 1943 | Elmaradt a II. világháború miatt.                       | Elmaradt a II. világháború miatt.                       | Elmaradt a II. világháború miatt.                       |
| 1942 | Elmaradt a II. világháború miatt.                       | Elmaradt a II. világháború miatt.                       | Elmaradt a II. világháború miatt.                       |
| 1941 | Elmaradt a II. világháború miatt.                       | Elmaradt a II. világháború miatt.                       | Elmaradt a II. világháború miatt.                       |
| 1940 | Adrian Quist                                            | Jack Crawford                                           | 6–3, 6–1, 6–2                                           |
| 1939 | John Bromwich                                           | Adrian Quist                                            | 6–4, 6–1, 6–3                                           |
| 1938 | Don Budge                                               | John Bromwich                                           | 6–4, 6–2, 6–1                                           |
| 1937 | Vivian McGrath                                          | John Bromwich                                           | 6–3, 1–6, 6–0, 2–6, 6–1                                 |
| 1936 | Adrian Quist                                            | Jack Crawford                                           | 6–2, 6–3, 4–6, 3–6, 9–7                                 |
| 1935 | Jack Crawford                                           | Fred Perry                                              | 2–6, 6–4, 6–4, 6–4                                      |
| 1934 | Fred Perry                                              | Jack Crawford                                           | 6–3, 7–5, 6–1                                           |
| 1933 | Jack Crawford                                           | K. Gledhill                                             | 2–6, 7–5, 6–3, 6–2                                      |
| 1932 | Jack Crawford                                           | Harry Hopman                                            | 4–6, 6–3, 3–6, 6–3, 6–1                                 |
| 1931 | Jack Crawford                                           | Harry Hopman                                            | 6–4, 6–2, 2–6, 6–1                                      |
| 1930 | Gar Moon                                                | Harry Hopman                                            | 6–3, 6–1, 6–3                                           |
| 1929 | John Gregory                                            | Richard Schlesinger                                     | 6–2, 6–2, 5–7, 7–5                                      |
| 1928 | Jean Borotra                                            | Jack Cummings                                           | 6–4, 6–1, 4–6, 5–7, 6–3                                 |
| 1927 | Gerald Patterson                                        | John Hawkes                                             | 3–6, 6–4, 3–6, 18–16, 6–3                               |
| 1926 | John Hawkes                                             | J. Willard                                              | 6–1, 6–3, 6–1                                           |
| 1925 | James Anderson                                          | Gerald Patterson                                        | 11–9, 2–6, 6–2, 6–3                                     |
| 1924 | James Anderson                                          | Rex Schlesinger                                         | 6–3, 6–4, 3–6, 5–7, 6–3                                 |
| 1923 | Pat O'Hara Wood                                         | Bert St John                                            | 6–1, 6–1, 6–3                                           |
| 1922 | James Anderson                                          | Gerald Patterson                                        | 6–0, 3–6, 3–6, 6–3, 6–2                                 |
| 1921 | Rhys Gemmell                                            | Alf Hedeman                                             | 7–5, 6–1, 6–4                                           |
| 1920 | Pat O'Hara Wood                                         | RonThomas                                               | 6–3, 4–6, 6–8, 6–1, 6–3                                 |
| 1919 | A. R. F. Kingscote                                      | E. O. Pockley                                           | 6–4, 6–0, 6–3                                           |
| 1918 | Elmaradt az I. világháború miatt.                       | Elmaradt az I. világháború miatt.                       | Elmaradt az I. világháború miatt.                       |
| 1917 | Elmaradt az I. világháború miatt.                       | Elmaradt az I. világháború miatt.                       | Elmaradt az I. világháború miatt.                       |
| 1916 | Elmaradt az I. világháború miatt.                       | Elmaradt az I. világháború miatt.                       | Elmaradt az I. világháború miatt.                       |
| 1915 | Francis Lowe                                            | Horace Rice                                             | 4–6, 6–1, 6–1, 6–4                                      |
| 1914 | Arthur O'Hara Wood                                      | Gerald Patterson                                        | 6–4, 6–3, 5–7, 6–1                                      |
| 1913 | E. F. Parker                                            | H. A. Parker                                            | 2–6, 6–1, 6–3, 6–2                                      |
| 1912 | Cecil Parke                                             | A. E. Beamish                                           | 3–6, 6–3, 1–6, 6–1, 7–5                                 |
| 1911 | Norman Brookes                                          | Horace Rice                                             | 6–1, 6–2, 6–3                                           |
| 1910 | Rodney Heath                                            | Horace Rice                                             | 6–4, 6–3, 6–2                                           |
| 1909 | Anthony Wilding                                         | E. F. Parker                                            | 6–1, 7–5, 6–2                                           |
| 1908 | Fred Alexander                                          | A. W. Dunlop                                            | 3–6, 3–6, 6–0, 6–2, 6–3                                 |
| 1907 | Horace Rice                                             | Harry Parker                                            | 6–3, 6–4, 6–4                                           |
| 1906 | Anthony Wilding                                         | F. M. B. Fisher                                         | 6–0, 6–4, 6–4                                           |
| 1905 | Rodney Heath                                            | A. H. Curtis                                            | 4–6, 6–3, 6–4, 6–4                                      |